# Гаврилюк, Владислав
Владислав (Вадим) Гаврилюк (рум. Vladislav Gavriliuc; род. 7 марта 1972, Могилёв-Подольский, Винницкая область) — молдавский футболист, выступавший на позиции нападающего, бо́льшую часть своей карьеры провёл в кишинёвском клубе «Зимбру», выступал за сборную Молдавии.

## Карьера
Владислав Гаврилюк c 1992 года выступал за «Нистру» (Атаки), был ведущим форвардом клуба. В сезоне 1992/93, когда «Нистру» дебютировал в высшей лиге Молдавии, он забил 14 голов и занял второе место в споре бомбардиров чемпионата.
В середине сезона 1994/95 Гаврилюк перешёл в кишинёвский «Зимбру», в составе которого стал пять раз чемпионом Молдавии и дважды выиграл Кубок страны. По итогам сезона 1994/95 стал лучшим бомбардиром чемпионата, забив 20 мячей. В следующем сезоне Гаврилюку удалось снова стать лучшим снайпером первенства, футболист забил 34 мяча, в этом сезоне Владислав забивал голы в 10 матчах подряд.

## Имя
В различных источниках указывается разное имя: Владислав или Вадим.

## Достижения

### Командные
- Чемпион Молдавии (5): 1995, 1996, 1998, 1999, 2000
- Обладатель Кубка Молдавии (2): 1997, 1998

### Личные
- Лучший бомбардир чемпионата Молдавии (2): 1995, 1996